# Dienst Verkeerspolitie

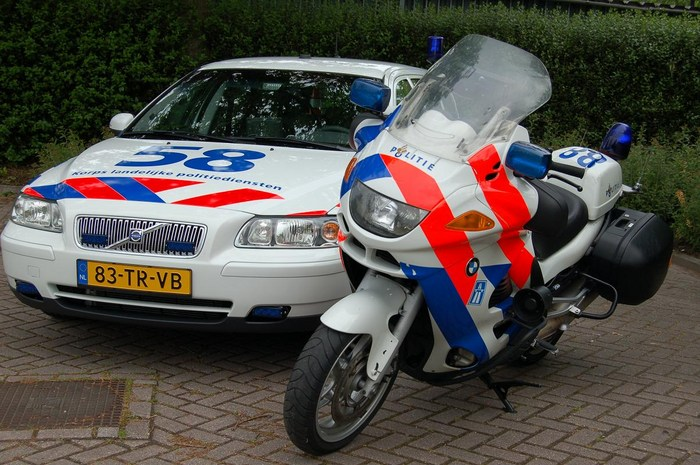
Surveillancevoertuigen Dienst Verkeerspolitie.

De Dienst Verkeerspolitie was een van de operationele diensten van het Korps landelijke politiediensten (KLPD) te Driebergen. De dienst is samen met de Dienst Spoorwegpolitie (DSP), de Dienst Waterpolitie (DWP) en de Dienst Luchtvaartpolitie (DLVP) opgegaan in de Dienst Infrastructuur (DINFRA) van de Landelijke Eenheid van de Nederlandse politie. De dienst is vrijwel rechtstreeks voortgekomen uit de Algemene Verkeersdienst (AVD) van de Rijkspolitie. Na een reorganisatie bij de Landelijke eenheid ging de dienst infra in 2024 over in De Eenheid Landelijke Expertise en Operaties (LX).
Na de reorganisatie in 2013 werden de verkeerstaken overgedragen aan de regionale verkeersteams van de Landelijke politie, voorheen verkeershandhavingsteams. De Landelijke Eenheid (Infra) ging zich vervolgens richten op mobiel banditisme op het hoofdwegennet in Nederland. De verkeersteams leveren een politiële bijdrage aan een veilig en betrouwbaar verkeers- en vervoerssysteem in Nederland. Zij controleert onder andere op het overschrijden van de maximumsnelheden, het gebruik van alcohol, drugs en medicijnen en het (niet) dragen van de autogordel. Vooral overtredingen uit de ‘ergernis top tien’ (niet-handsfree bellen, bumperkleven en rechts inhalen) worden onomstotelijk vastgelegd door de Video Registratie Onopvallende Surveillance. 
De Unit Motorondersteuning van de Landelijke Eenheid begeleidt belangrijke personen, nucleaire transporten en wielerrondes zoals de Amstel Gold Race, De ronde van het Groene Hart, Olympia's Tour, Ster Elektrotoer en de Eneco Tour. De Landelijke Eenheid wordt hierin regelmatig ondersteund door motorrijders van de regionale verkeersteams.
De regionale verkeersteams en de Landelijke Eenheid zijn ook vaak in samenwerking met het Openbaar Ministerie (Bureau Verkeershandhaving Openbaar Ministerie) en Rijkswaterstaat (de beheerder van het hoofdwegennet) actief op en rond de Nederlandse snelwegen. Transport- en Milieucontroles (TMC) zijn hier een voorbeeld van.
Zowel de Landelijke Eenheid als de regionale verkeersteams maken gebruik van het Snelle Interventie Voertuig van de Landelijke Politie. De politiemensen die hier gebruik van maken hebben een van de zwaarst mogelijke rijopleidingen genoten binnen de politie.